# أحمد فراج طايع
أحمد محمد فراج طايع (1904 - 1980) هو سياسي مصري، شغل منصب وزير الخارجية المصري منذ 8 أغسطس 1952 حتي 9 سبتمبر 1952.

## حياته
أحمد محمد فراج طايع ولد سنة 1904 بقرية أصفون بمدينة إسنا، أتم دراسته بمدرسة إسنا الابتدائية والإعدادية ثم تخرج من الثانوية بالمدرسة الموجودة بمدينته، وأتجه الي القاهرة ليكمل دراسته، حتى ألتحق بمدرسة الحقوق الفرنسية بالقاهرة وحصل على درجة الليسانس في القانون سنة 1926.
لديه ابن وحيد وثلاث بنات، ويعمل ابنه عادل أستاذا بجامعة دبلن بايرلندا، والبنات إحداهن دكتورة بكندا وعميدة الجالية العربية بكندا والأخرى حاصلة على ليسانس الآداب قسم اللغة الانجليزية بجامعة القاهرة، والثالثة أستاذة جامعية بلندن.

## مسيرته
- التحق بوزارة الخارجية وترقى حتى أصبح سفيرا لمصر في دولة اليابان ثم ألمانيا، ليعين بعدها قنصلًا عامًا للمملكة المصرية في دولة فلسطين مشيرا إلى أنه تمكن من تقلد عددًا من المناصب الأخرى.
- كانت تربطه علاقة صداقة مع الرئيس الأسبق محمد نجيب، والتي وصلت إلي حد تبادل الزيارات بين الطرفين، حيث كانا يقوما بزيارة بعضهما بشكل ودي للغاية، بعيدًا عن الشئون السياسية.[5]
- أول وزير للخارجية لمصر بعد ثورة 23 يوليو سنة 1952.[6]
- كان طايع آخر قنصل لمصر في فلسطين عام 1948 لتبدأ الحرب الصهيونية وقرار تقسيم فلسطين وقيام دولة يهودية في الأرض العربية.[7]
- خطط لقطع المياه عن الأماكن التي تواجد بها اليهود داخل فلسطين، مستفيدًا من كون الأماكن التي يملكها العرب في القدس مليئة بالآبار.
- كان طايع سفير مصر بدولة سوريا سنة 1952
- عين مندوبا لمصر في الأمم المتحدة بدلا من الدكتور محمود فوزي .[8]
- صدر قرار بتعيينه وزيرا للخارجية في حكومة محمد نجيب الأولى ليصبح أول وزير للخارجية في مصر بعد الثورة وذلك في السابع من سبتمبر عام 1952، إلا أنه لم يكمل في المنصب سوى ثلاثة أشهر فقط، ليقدم استقالته في التاسع من ديسمبر عام 1952.[9]
- بعد الاستقالة تفرغ للمحاماة وأفتتح مكتبه بشارع سليمان باشا بالقاهرة.[10]

## مؤلفاته
- صفحات مطوية عن فلسطين.
- مذكرات دبلوماسي في الأمم المتحدة.